# モッティ戦術
モッティ戦術（モッティせんじゅつ、フィンランド語: motti）とは、第一次ソフィン戦争（冬戦争）時に圧倒的戦力を持った重装備のソ連軍（赤軍）に対して、フィンランド軍が行った包囲（モッティ）・撃滅作戦のことである。

## 概要
大森林や湖沼、豪雪などによって道路以外には部隊が展開できず、敵師団が小さく分断されている場合に、小規模な軽歩兵部隊がスキー機動によって分断された個々を四方八方から攻撃する戦術である。ドラマの西部劇で幌馬車隊をネイティブ・アメリカンが襲撃する様子をイメージするとわかりやすい。
敵の弱点を突く一種のゲリラ戦術である。
名称は「森の小道の倒木」を意味する「mottis」に由来し、戦後には「包囲戦」の意味で使われるようになった。

## 戦術形成の背景
1939年11月30日から始まった冬戦争は、当初1週間でソ連が勝利し終結すると予想されていた。しかし、実際には停戦するまで105日の月日がかかった。この原因として、例年に比べ気温が高い上に悪天候が続き、いつもなら凍っている湖沼や湿地が開戦当時には凍結しておらず、ソ連軍の精鋭機械化部隊やソ連空軍の侵攻が妨げられたことが挙げられる。しかしこれだけではフィンランド軍は3ヶ月以上も戦線を持ちこたえることは出来なかったのは明らかである。戦争の長期化に寄与した一番の原因がモッティ戦術であった。この戦術は、年が明けて急激に気温が下がってきたこと、ソ連軍の冬の戦争に対する装備の欠陥を早期に見抜いたマンネルヘイム司令官によって編み出された。

## 戦術の実践
開戦当初、ラドガ湖の北でソ連軍は電撃的な速度で進撃を続けていた。フィンランド軍は国境での防衛を断念し内地へ潰走していった。カール・グスタフ・エミール・マンネルヘイムは、急斜面の森に挟まれて細く長大な進軍路を進軍し続けてきた事でソ連軍が実質分散していることに気付いたパーヴォ・タルヴェラ大佐に予備兵力を与え、奇襲攻撃を加えた。快進撃にすっかり油断していたソ連軍は、小軍団に分断され後方との補給を絶たれた。これが最初のモッティ戦術実践であった。その後スキーを履き、装備も雪の色と同調させたフィンランド兵が、後方との連絡を絶たれたソ連軍を側面（進軍路両脇・積雪状態の斜面の森）より逐次奇襲した。こうしてフィンランド軍はソ連軍の各個撃破に成功した。